# (6429) Brancusi
(6429) Brancusi (4050 T-1) – planetoida z grupy pasa głównego asteroid okrążająca Słońce w ciągu 3,16 lat w średniej odległości 2,15 j.a. Odkryta 26 marca 1971 roku.